# HAL (åbent elektronisk arkiv)
 For alternative betydninger, se Hal.
Hyper articles en ligne eller HAL er et åbent elektronisk arkiv, hvor forfattere kan deponere deres akademiske dokumenter, uafhængigt af forskningsområde. HAL administreres af Centre pour la communication scientifique directe (CCSD), et fransk computercenter, der er en del af det nationale franske forskningsråd CNRS.
Dokumenterne i HAL uploades enten af en originalforfatter eller, på dennes vegne, af en autoriseret person.
HAL er et redskab til direkte videnskabelig kommunikation mellem akademikere. Tekster der lægges i HAL skal beskrive fuldgyldige forskningsværker og leve op til internationale videnskabelige standarder.
Dokumenter der lægges i HAL behøver dog ikke være publicerede andetsteds eller være beregnet dertil: Så længe de akademiske kriterier er opfyldte, kan de lægges i HAL. Hvis materiale senere publiceres, kan forfatteren eksempelvis tilføje den tilhørende bibliografiske reference og DOI.
For naturvidenskabelige fag som eksempelvis fysik og matematik er HAL også mirror site for arXiv, og preprints kan deponeres dér automatisk via HAL. En lignende mulighed findes for de medicinske fag via en automatiseret deponering i PubMed Central Arkiveret 14. maj 2008 hos  Wayback Machine.
HAL er et open access-arkiv og understøtter databaseformatet 'Open Archive Initiative (OAI-PMH).

## HAL-portaler
- hprints.org: Det nordiske e-printarkiv for humanioraforskning
- Portalen for Pasteurinstituttet
- Den franske portal for samfundsvidenskab og humaniora HAL-SHS (Webside ikke længere tilgængelig)

## Andre eksterne links
- HALs Engelske website